# Pallacanestro Olimpia Milano 1955-1956
Questa voce raccoglie le informazioni riguardanti la Pallacanestro Olimpia Milano, sponsorizzata Borletti, nelle competizioni ufficiali della stagione 1955-1956.

## Verdetti stagionali
- Elette FIP 1955-1956: 2ª classificata su 12 squadre

## Area tecnica
- Allenatore:  Cesare Rubini

## Roster
- Romeo Romanutti
- Renato Padovan
- Romano Forastieri
- Enrico Pagani [1]
- Gianfranco Pieri
- Sandro Gamba
- Cesare Volpato
- Fiorenzo Galletti
- Mimīs Stefanidīs
- Gianni Zappelli